# ModiLuft
ModiLuft era uma companhia aérea privada com sede em Deli, Índia. Operou em rotas domésticas até ser encerrada em 1996. Usava aeronaves Boeing 737-200 arrendadas da Lufthansa.

## História
A ModiLuft foi uma das primeiras companhias aéreas pós-desregulamentação da Índia, lançada em maio de 1993 pelo industrial indiano SK Modi, em parceria técnica com a transportadora de bandeira alemã Lufthansa. A companhia aérea alemã forneceu pilotos e treinou a equipe indiana da ModiLuft, incluindo pilotos, tripulantes de cabine e mecânicos. A Lufthansa Technik forneceu suporte de manutenção, revisão e peças sobressalentes. O projeto da companhia aérea, iniciado em fevereiro de 1993 por SK Modi, Ashutosh Dayal Sharma e Kanwar KS Jamwal, voou pela primeira vez de Nova Delhi a Mumbai em 5 de maio de 1993. A companhia aérea iniciou suas operações três meses depois de sua concepção recorde. Kanwar KS Jamwal, Gerente Geral de Projetos, foi responsável pela criação da companhia aérea e suas operações e reuniu uma equipe de engenheiros e pilotos indianos e alemães. Capitão R L. Kapur, Wing. Cdr. S. Raj (Retd.), Juntamente com uma equipe de especialistas em companhias aéreas, ajudou a atender aos padrões da indústria da aviação e a conformar-se às Regras de aeronaves indianas estabelecidas pelo Diretor Geral da Aviação Civil. Os primeiros dois grupos da tripulação de cabine foram treinados nas instalações de treinamento da tripulação de voo da Lufthansa em Frankfurt.
As duas empresas se separaram depois que o parceiro indiano acusou a Lufthansa de não cumprir seu compromisso de financiamento. Por sua vez, a companhia aérea alemã alegou que a ModiLuft não cumpriu o pagamento do arrendamento das quatro aeronaves da Lufthansa. A relação entre as duas partes azedou em meados de 1996, depois que Modi começou a pressionar a Lufthansa para adquirir uma participação de até 40 por cento na transportadora indiana. Em maio de 1996, a Lufthansa anunciou que havia decidido rescindir seu contrato com a ModiLuft. As aeronaves pertencentes à Lufthansa foram paralisadas devido ao litígio e a ModiLuft adquiriu aeronaves Boeing 737-400 da AirUK como reposição. O futuro da ModiLuft, no entanto, já estava selado e a companhia aérea encerrou as operações em 1996.
A ModiLuft finalmente devolveu a aeronave da Lufthansa em 30 de setembro de 1997, como parte de um acordo extrajudicial. A propriedade da companhia aérea mudou de mãos devido à falta de fundos e foi rebatizada de Royal Airways, uma companhia que nunca decolou. O certificado de operador aéreo (AOC) da ModiLuft não havia expirado e acabou sendo usado por um conjunto diferente de promotores para a transportadora de baixo custo, SpiceJet.

## Frota
A frota da ModiLuft consistia nas seguintes aeronaves:
| Aeronaves      | Total | Notas |
| -------------- | ----- | ----- |
| Boeing 737-201 | 4     |       |
| Boeing 737-400 | 2     |       |
| Boeing 727-200 | 1     |       |
| Total          | 7     |       |